# اسب حیوان نجیبی است
اسب حیوان نجیبی است فیلمی به کارگردانی و نویسندگی عبدالرضا کاهانی و تهیه‌کنندگی سلیمان علی‌محمد محصول سال ۱۳۸۹ است.

## خلاصه فیلم
داستان این فیلم دربارهٔ یک مجرم زندانی است که به مدت ۲۴ ساعت از زندان مرخصی گرفته و در این مدت می‌کوشد به زعم خود، اسباب سوء استفاده از گروهی از مردم را فراهم آورد.

## بازیگران
| بازیگر             | نقش                         |
| ------------------ | --------------------------- |
| رضا عطاران         | بهروز شکیبا . کمال خسروجردی |
| حبیب رضایی         | مسعود                       |
| پارسا پیروزفر      | برزو                        |
| مهتاب کرامتی       | حکیمه                       |
| کارن همایونفر      | پیمان                       |
| باران کوثری        | نسترن                       |
| مهران احمدی        | رامین                       |
| ماهایا پطروسیان    | شهره                        |
| بابک حمیدیان       | حمید                        |
| پانته‌آ بهرام (صدا) | هما                         |
| اشکان خطیبی        | پسر خیس                     |
| احمد مهرانفر       | راننده تاکسی                |
| شهراد رادمهر       | رئیس زندان                  |

## جوایز
برنده جایزه بهترین بازیگر مرد (رضا عطاران) از جشن بزرگ سینمای ایران